# Карма Рекс
Карма Рекс (енгл. Karma Rx; 21. јануар 1993) америчка је порнографска глумица и еротски модел.

## Биографија
Рођена је и одрасла у Филмору. Студирала је психологију на колеџу у Калифорнији. Била је модел преко веб-камере на разним интернет сајтовима. У порно индустрији дебитовала је 2017. године под продукцијом компаније Reality Kings.
Године 2019. била је номинована за награду AVN за најбољу нову глумицу, а освојила је истоимену XBIZ награду.